# Kamienna (wzniesienie)
Kamienna (niem. Stein Berg) – wzniesienie (570 m n.p.m.) w Sudetach Środkowych, w paśmie Wzgórz Wyrębińskich.
Wzniesienie położone jest pomiędzy miejscowościami Miłków a Nowy Miłków, zbudowane z utworów czerwonego spągowca, porośnięte lasem świerkowo-bukowym. Na północnym zboczu resztki kopalni węgla kamiennego w Miłkowie.

## Turystyka
U podnóża szczytu  prowadzi szlak turystyczny:
- zielony – Ludwikowice Kłodzkie - Przełęcz Jugowska - Jugów.